# Essé
Essé (bret. Ezieg) – miejscowość i gmina we Francji, w regionie Bretania, w departamencie Ille-et-Vilaine.
Według danych na rok 1990 gminę zamieszkiwało 816 osób, a gęstość zaludnienia wynosiła 35 osób/km² (wśród 1269 gmin Bretanii Essé plasuje się na 653. miejscu pod względem liczby ludności, natomiast pod względem powierzchni na miejscu 416.).